# Masud Ghnaim
Masud Ghnaim (Arabisch: مسعود غنايم , Hebreeuws: מסעוד גנאים) (Sachnin, 14 februari 1965) is een Arabisch-Israëlisch politicus. Sinds 2009 is hij een van de vertegenwoordigers van de Verenigde Arabische Lijst in de Knesset.
Ghnaim studeerde geschiedenis van het Midden-Oosten aan de Universiteit van Haifa, waarna hij in het onderwijs ging werken. Van 1999 tot 2001 was hij algemeen directeur van het cultureel centrum van de Noord-Israëlische stad Sachnin.
Hij sloot zich aan bij de Islamitische Beweging in Israël, een organisatie van islamistische en antizionistische snit die de islam onder met name de Israëlische Arabieren wil bevorderen. Na verloop van tijd werd hij voorzitter van de plaatselijke afdeling alsook lid van de centrale raad van de zuidelijke regio van deze beweging.
Van 2003 tot 2005 zat hij in de gemeenteraad van Sachnin. Bij de verkiezingen voor de 18e Knesset in 2009 kwam hij op de gezamenlijke lijst van Ra'am-Ta'al het parlement binnen, werd op dezelfde lijst herkozen in de 19e Knesset in 2013 en eveneens herkozen maar ditmaal voor de Gezamenlijke Lijst in de 20e Knesset in 2015. De Gezamenlijke Lijst is een samenwerkingsverband dat de vier in het parlement vertegenwoordigde Arabische partijen voor de verkiezingen van de 20e Knesset in het leven hebben geroepen en waarvan Ghnaim het fractievoorzitterschap vervult. In 2015 nam hij ook het leiderschap van de Verenigde Arabische Lijst van de vertrekkende Ibrahim Sarsur over.
Ghnaim is een voorstander van de vervanging van de staat Israël door een kalifaat en riep in 2010 daartoe op, tegelijkertijd zijn steun uitsprekend voor de samenwerking tussen Iran, Syrië en Hezbollah.

## Publicaties
- In 1998 geschreven leerboek voor studies van de geschiedenis van het Midden-Oosten
- Tal van artikelen in de Arabischtalige pers